# Егоров, Григорий Александрович
Григо́рий Алекса́ндрович Его́ров (род. 12 января 1967 года, Чимкент, СССР) — советский и казахстанский спортсмен-легкоатлет по прыжкам с шестом, призёр Олимпийских игр, чемпионатов мира, Европы и Азии.

## Карьера
Показывая достаточно высокие результаты на стыке 1980-х и 1990-х годов, Егоров остался в тени таких шестовиков, как Сергей Бубка, Радион Гатауллин.
Двукратный чемпион мира среди ветеранов (2015, 2016).
После окончания спортивной карьеры Егоров работает в туристическом комплексе рядом с испанским городом Аликанте, где организует и обеспечивает спортивные сборы.

## Семья
Жена Ольга, сын Александр и дочь Екатерина также выступали в прыжках с шестом.

## Лучшие результаты
Лучший результат Егорова является официально признанным рекордом Азии — 5,90. Такой результат был показан им 4 раза:
- 11 марта 1990 г. (Иокогама) — в помещении
- 2 февраля 1993 г. (Москва) — в помещении
- 19 августа 1993 г. (Штутгарт) — на открытом воздухе
- 10 сентября 1993 г. (Лондон) — на открытом воздухе